# Exormotheca bischlerae
Exormotheca bischlerae är en bladmossart som beskrevs av Furuki et Higuchi. Exormotheca bischlerae ingår i släktet Exormotheca och familjen Exormothecaceae. Inga underarter finns listade i Catalogue of Life.